# Sankt Wendelin (Schlaitdorf)

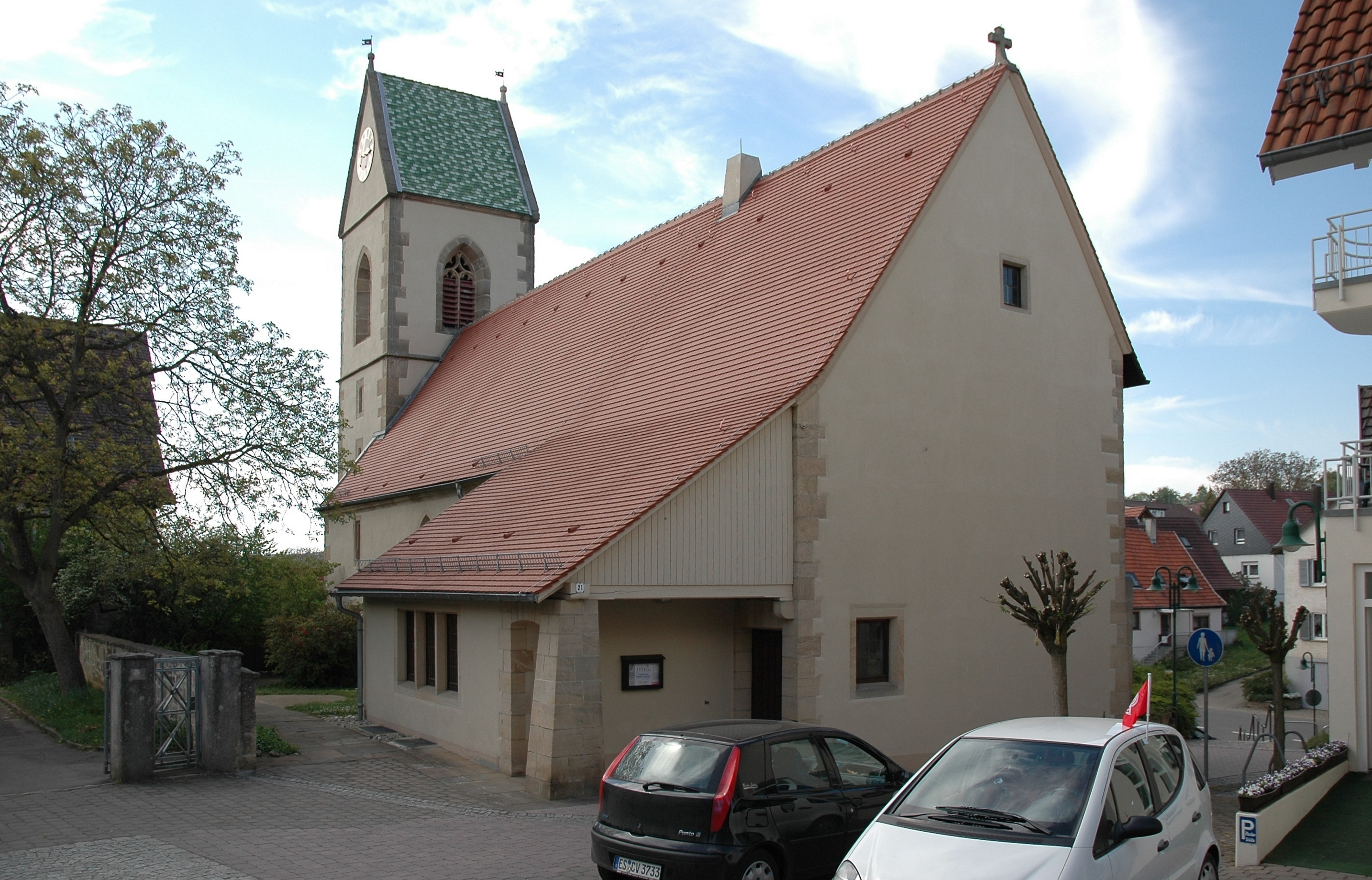
Die evangelische Kirche Sankt Wendelin von Schlaitdorf

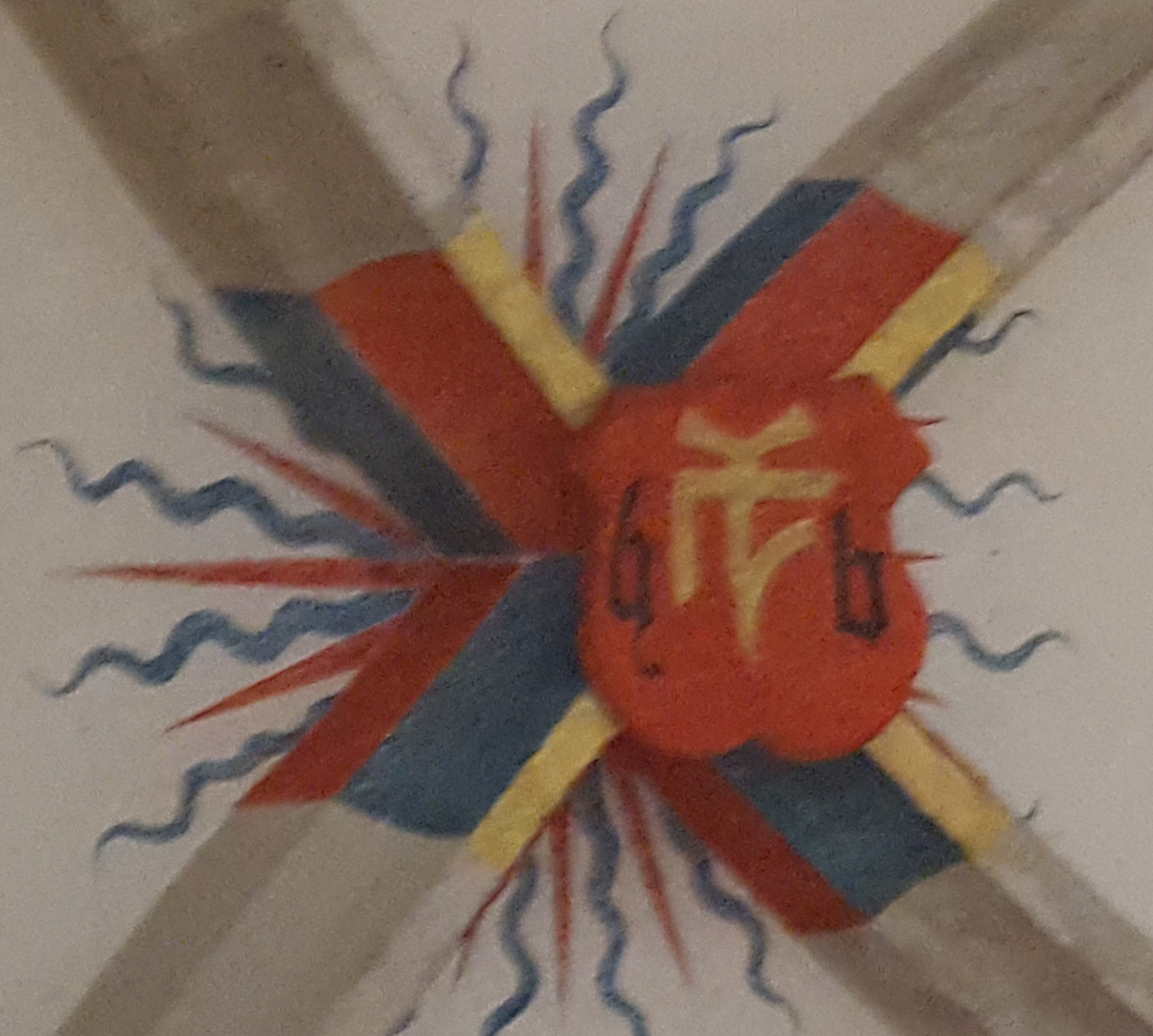
Das Steinmetzzeichen von Hans Buß aus dem Kirchturmgewölbe von Sankt Wendelin, Schlaitdorf

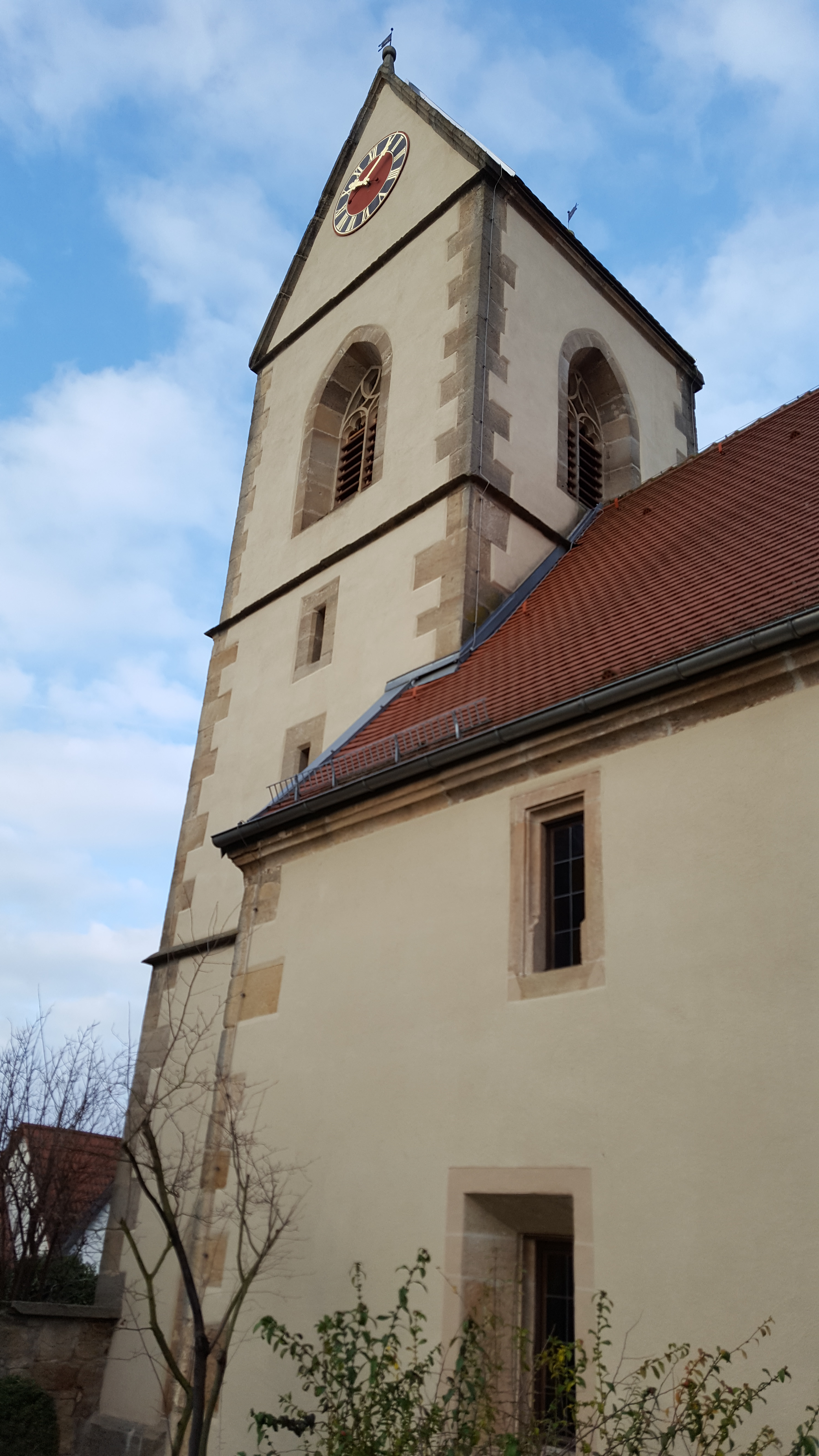
Kirchturm der evangelischen Kirche Sankt Wendelin von Schlaitdorf

Sankt Wendelin in Schlaitdorf im Landkreis Esslingen ist eine spätgotische, um 1500 erbaute evangelische Kirche katholischen Ursprungs. Im Jahr 1534 ließ Herzog Ulrich von Württemberg mit Hilfe seiner Fürsten nach der Wiedereroberung Württembergs sein Herzogtum planmäßig reformieren. Auch der damalige Schlaitdorfer Pfarrer Gregorius Fischer verpflichtete sich daraufhin, im Sinne der Reformation zu predigen. Sankt Wendelin wurde somit zu einer evangelischen Kirche. Die Kirche wurde damit namenlos.

## Geschichte und heutiges Kirchengebäude
Das im Jahr 1088 ersterwähnte württembergische Dorf Schlaitdorf im Landkreis Esslingen war ursprünglich keine eigenständige Pfarrei und gehörte kirchenorganisatorisch zu Neckartailfingen. Eine Urkunde vom 20. Februar 1431 weist auf Differenzen zwischen der Neckartailfinger Muttergemeinde und der Schlaitdorfer Bevölkerung hin. Diese Urkunde zeigt auf, dass Schlaitdorf zu dieser Zeit schon eine Kapelle besaß. Hierbei handelte es sich um die Burgkapelle des in Schlaitdorf ansässigen Dorfadels. Im Jahre 1466 erfolgte die kirchenorganisatorische Trennung Schlaitdorfs von der Neckartailfinger Muttergemeinde. Zuvor wurde auf der Basis einer Stiftung des adligen Georg Kaib von Hohenstein, der die Schlaitdorfer Burg bewohnte, im Ort eine Kaplanei eingerichtet. Ein Nachkomme dieses Adligen gleichen Namens erlaubte eine Sammlung für die Einrichtung einer Pfarrei mit einem Taufstein sowie die Einrichtung eines angeschlossenen Friedhofes. Im Jahr 1482 überließ der Besitzer der Schlaitdorfer Burg Ludwig Hafenberg aus Neuriet dem damaligen Schlaitdorfer Pfarrer Jacob Kramer im Tausch gegen andere Pfarreieinkünfte das Dorfadelsgebäude als Pfarrhaus.
Um 1500 wurde die heute noch erhaltene Kirche Sankt Wendelin im spätgotischen Stil errichtet. Der im Westen gelegene Turm wurde später durch den Baumeister Hans Buß, der auch die Nürtinger Stadtkirche entworfen hat, angebaut.  Das zweite Turmgeschoss ist mit Schießscharten versehen und diente vermutlich als Schatzkammer. Teile des Kirchenschiffes reichen vermutlich bis in die romanische Zeit des 12. Jahrhunderts zurück.

## Der Innenbereich
Aus dem späten 15. Jahrhundert stammt auch ein künstlerisch wertvolles Glasbild, das die Gottesmutter Maria mit Kind in einem Strahlenkranz auf einer Mondsichel stehend zeigt. Diese Schlaitdorfer Madonna ist in ein Altarfenster der Kirche integriert. Der Altar stammt aus den 1950er Jahren und wurde nach einem Entwurf von Hermann Brachert aus grobkörnigem, hellem Keupersandstein gefertigt. Auf dem Altar beeindruckt ein gläsernes Altarkreuz aus der Glaswerkstatt Saile in Stuttgart nach einem Entwurf des Architekten Ludger Schmidt. Die verschiedenfarbigen Gläser greifen die Farben eines Regenbogens auf und sollen an Noah und seine Arche erinnern.

## Renovierungen im und am Kirchengebäude

### Orgel
Am 1. Oktober 1989, kurz nach der 900-Jahr-Feier von Schlaitdorf wurde die neue Orgel der Werkstätte für Orgelbau Mühleisen in Leonberg eingeweiht. Als Standort wurde der Chorraum ausgewählt. Die Goll-Vorgänger-Orgel war in großer Enge auf der Seitenempore des Chores positioniert. Der neue Standort der Orgel unterstützt die natürliche Klangentfaltung des Instrumentes im gesamten Kirchenraum. Von der alten, reparaturanfälligen Goll-Orgel wurde der neugotische Prospekt mit seinem feinen Schnitzwerk wiederverwendet. Das gesamte Dorf hat die neue Orgel über Spenden und einen eigens dafür eingerichteten Orgelförderverein mitfinanziert.

### Außenbereich
Ab dem Jahr 2000 wurde in einer nahezu zweijährigen Bauzeit die Kirche Sankt Wendelin im Außenbereich saniert. Unterschiedliche Setzungsprozesse der ungleichgewichtigen Baukörper Turm und Kirchenschiff führten im Verbindungsbereich an der nordseitigen Hangkante zu einem Absacken der Fundamente um bis zu zehn Zentimetern. Klaffende Risse hatten sich im Kirchenraum aufgetan. Um weitere Schäden am Kirchenschiff vorzubeugen sowie zur Erhöhung der Standfestigkeit wurde das Fundament des Gebäudes freigelegt und Bohrpfähle fünf Meter in das Erdreich getrieben. Dabei wurde auch die Drainage und Kanalisation des Gebäudes erneuert.
Das Dach des Turmes wurde stilgetreu mit grün lasierten, flach gerundeten Biberschwanzziegeln ausgebessert. Am Satteldach des Schiffes wurden umfangreiche Ausbesserungsarbeiten durchgeführt. Die alten handgestrichenen Biberschwänze wurden nachgegossen und das Dach damit neu eingedeckt.
Die bis zur Renovierung offengelegte Sandsteinfassade des Kirchenschiffes wurde dem Turm angepasst und mit einem Kalkputz nach altem Vorbild versehen. Die Steineinfassungen der Fenster blieben naturbelassen.

### Innenbereich
Ab 2006 wurden die Renovierungsarbeiten im Innenbereich voran getrieben. Die Tür zwischen Kirchenschiff und Turm wurde soweit verschoben, dass die Treppe zur Empore jetzt dem Eingangsbereich angehört. Die Ausführung der Türe in Glas gibt einen fantastischen Blick auf die Kunst der Steinmetze frei.
Das vorhallenartige Erdgeschoss des Turmes öffnet sich harmonisch in einem Spitzbogenportal ins Kirchenschiff. Mittelalterliche Baukunst kulminiert hier im Schlussstein des prächtigen Kreuzrippengewölbes mit dem Zeichen und den Initialen des Baumeisters Hans Buß. Dieses Symbol wurde farblich nachgearbeitet und ist jetzt gut erkennbar. Mit einem Deckenspiegel wurden die Gebäuderisse kaschiert. Die Schräglage des Turmdachstuhles bleibt spürbar. Der früher vorhandene Stuckfries wurde mittels eines Lichterrahmens nachgeformt.
Die Treppenstufen zum Chor wurden verbreitert, so dass sich jetzt Chöre besser aufstellen und platzieren können. Die barocken Bilder mit den Aposteln und Evangelisten an der Empore wurden höhengleich an der Nordwand fortgesetzt „in Andeutung an die einstige Nordempore, die bei einer  Renovierung 1953 entfernt wurde.“

## Gelebte Ökumene in Schlaitdorf
Die katholischen Christen in der Gemeinde Schlaitdorf sind der Kirchengemeinde der benachbarten Orte Grötzingen und Harthausen zugeordnet. Einmal im Jahr findet eine Sternwallfahrt der katholischen Kirchengemeinden Grötzingen-Harthausen und Neckartenzlingen zur Schlaitdorfer Madonna statt. Diese Wallfahrt wird von vielen evangelischen Gemeindemitgliedern in Schlaitdorf unterstützt. Hier, wie auch in anderen Projekten, zeigt sich die über Jahrhunderte gewachsene, gelungene, ökumenische Zusammenarbeit von katholischen und evangelischen Christen in Schlaitdorf.